# Agrotis mutata
Agrotis mutata är en fjärilsart som beskrevs av Barnes och Benjamin 1924. Agrotis mutata ingår i släktet Agrotis och familjen nattflyn. Inga underarter finns listade i Catalogue of Life.